# Nationaal park Taka Bone Rate
Nationaal park Taka Bone Rate is een marien nationaal park in Indonesië. Het ligt in de Floreszee, ten zuiden van het eiland Sulawesi. Het park maakt deel uit van de provincie Zuid-Sulawesi.